# La ballata di Narayama (film 1983)
La ballata di Narayama (楢山節考 Narayama Bushiko) è un film del 1983 diretto da Shōhei Imamura, vincitore della Palma d'oro come miglior film al 36º Festival di Cannes.
Si tratta di una libera trasposizione del romanzo Le canzoni di Narayama (楢山節考 Narayama bushikō) di Fukazawa Shichirō, già portato sullo schermo da Keisuke Kinoshita nel 1958.

## Trama
Siamo nel 1860. Una legge del villaggio Shinshu obbliga le persone che compiono settant'anni a recarsi a Narayama, una montagna dove essi devono attendere la propria morte. La morte di un vecchio significa la possibilità per un giovane di sopravvivere. Ma questa legge, alle volte, viene elusa: è il caso di Orin, una vecchia sessantanovenne. La paura della donna è quella di non riuscire a mettere i membri della sua famiglia nella condizione di vivere una vita decorosa. Si impegna dunque a risolvere i loro problemi, a partire da quelli del figlio maggiore Tatsuhei, vedovo, che ella vorrebbe far risposare. Poi risolve i problemi del secondogenito Risuke, affinché egli possa finalmente coricarsi con una donna. Infine, quando tutto è pronto, spezzati i denti davanti come atto simbolico che prelude la sua futura partenza, Orin lascia il paese sulle spalle del primogenito per recarsi a Narayama. Giunti sul luogo, cosparso di ossa umane, la donna attende il suo momento; il film termina mentre inizia a nevicare.